# Le Creusot

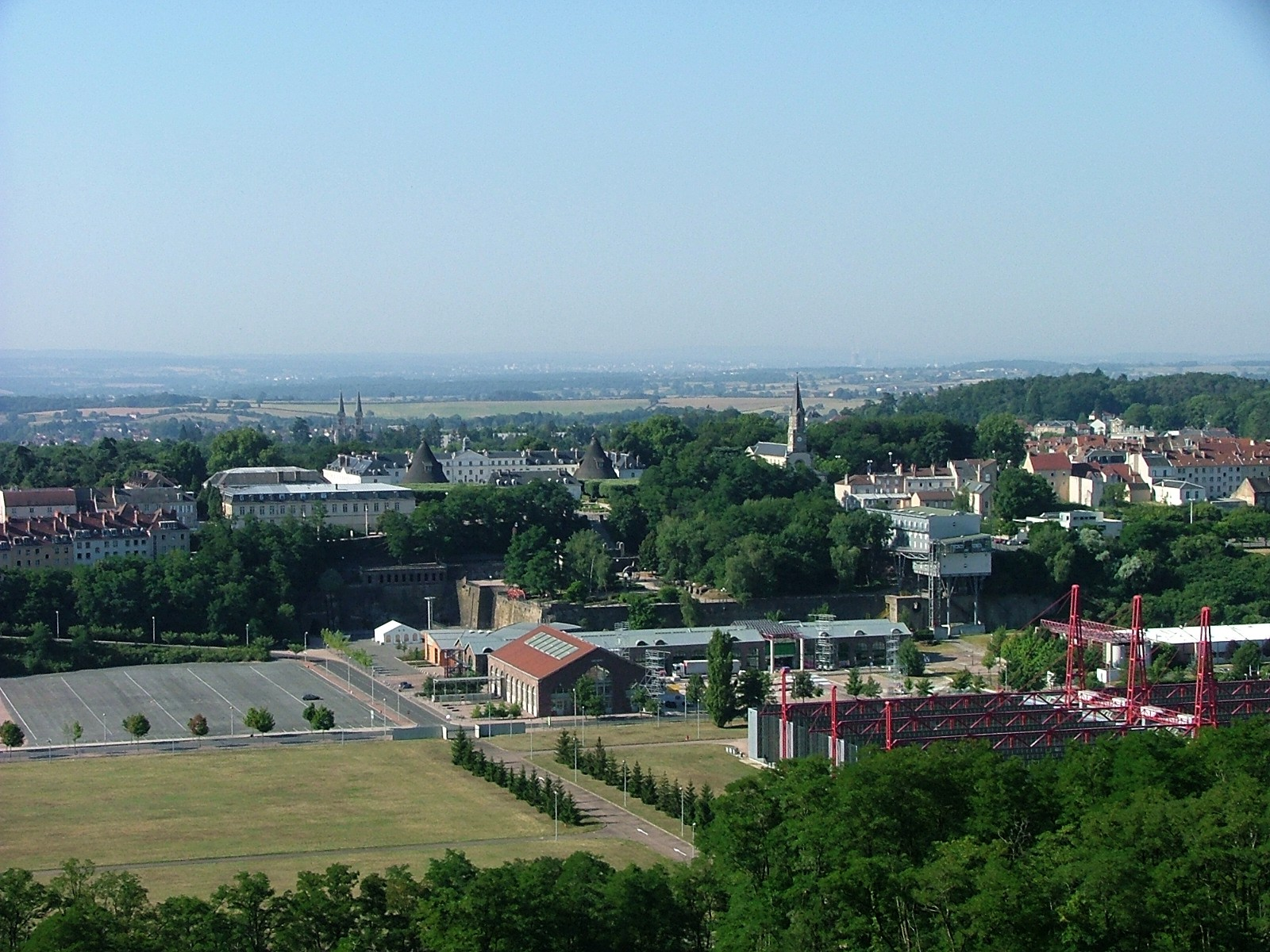
vy över staden

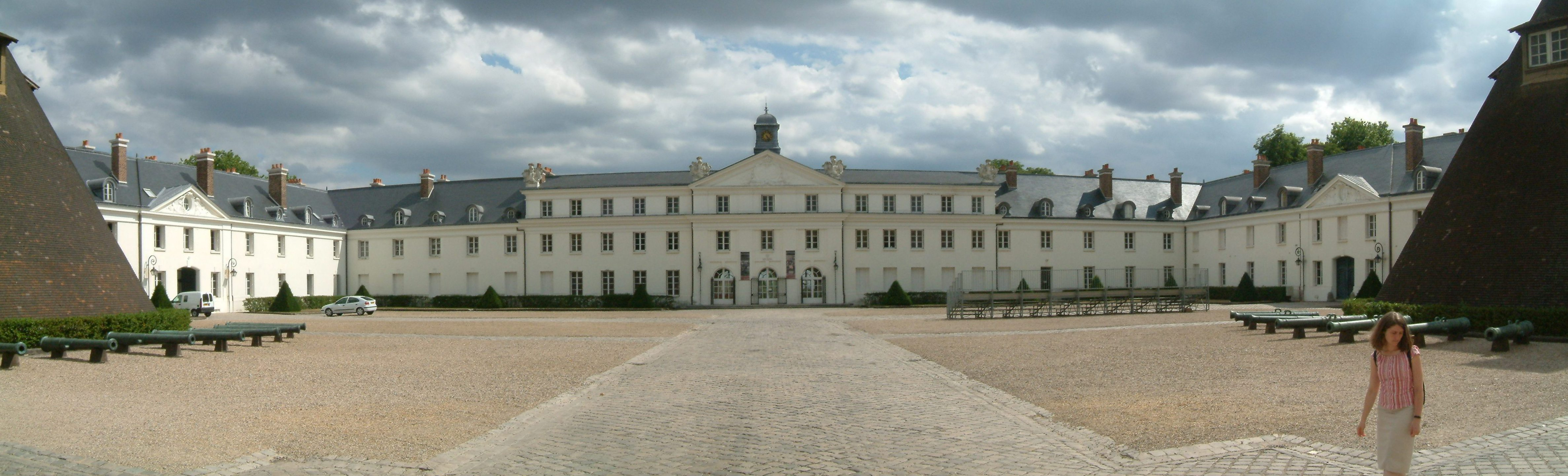
Château de la Verrerie

Le Creusot är en kommun i departementet Saône-et-Loire i regionen Bourgogne-Franche-Comté i Frankrike med 20 536 invånare.

## Befolkningsutveckling
Antalet invånare i kommunen Le Creusot
| Referens: INSEE |